# 富山県道187号荒屋敷月岡町線
富山県道187号荒屋敷月岡町線（とやまけんどう187ごう あらやしきつきおかまちせん）は富山県富山市内を通る一般県道である。

## 概要

### 路線データ
- 起点：富山県富山市大双嶺字新屋敷割（富山市林道大山荒屋敷千長原線交点）[1]
- 終点：富山県富山市月岡町6丁目（富山県道43号富山上滝立山線交点）
- 延長：12,437m

## 沿革
- 1960年（昭和35年）4月23日 - 認定[2]

## 路線状況
黒川沿いを走る県道は、ガードレールのない区間があり、崖下に車が転落し、ドライバーが死傷する事故が過去複数回起きている。また、道幅の狭い区間も多く、車同士の対面通行が不可能な箇所もある。

### 道路施設

#### トンネル
- 貂飛トンネル(未成道路)

## 地理

### 通過する自治体
- 富山県富山市

### 接続する道路
- 富山市林道大山荒屋敷千長原線（起点：富山市大双嶺字新屋敷割）[1]
- 富山県道67号宇奈月大沢野線（富山市東福沢地内で重複）
- 富山県道35号立山山田線（中布目交差点）
- 富山県道68号富山外郭環状線（月岡新交差点）
- 富山県道43号富山上滝立山線（終点：開発交差点）

### 周辺
- 富山地方鉄道上滝線 開発駅
- 富山国際大学
- 富山県立中央農業高等学校
- 片山学園中学校・高等学校
- 富山市立月岡中学校
- 富山市立福沢小学校
- 富山市立月岡小学校
- 福沢郵便局
- 富山月岡郵便局
- 大阪屋ショップ 月岡店（スーパーマーケット）
- 富山カントリークラブ
- 大山カメリアカントリークラブ
- 月猫カフェ
- くろ川(山菜料理屋)